# Locomotiva VB 1-9
Le locomotive 1 ÷ 9 della Vorarlberger Bahn erano un gruppo di locomotive a vapore progettate per il traino di treni passeggeri.

## Storia
Le prime 6 locomotive della serie furono costruite dalla Krauss di Monaco di Baviera e consegnate nel 1872.
Nel 1876 la VB decise di ordinare altri 3 esemplari alla StEG di Vienna; tali locomotive furono conseguentemente numerate 7 ÷ 9, rendendo necessaria la rinumerazione delle locomotive della preesistente serie 7 ÷ 10, divenute 17 ÷ 20.
Nel 1885, in seguito alla statizzazione della VB, le locomotive furono incorporate nel parco kkStB. Le unità 1 ÷ 6 furono classificate nel gruppo 11 (numeri 1101 ÷ 1106), le 7 ÷ 9 nel gruppo 23 (numeri 2301 ÷ 2303). Tuttavia già nel 1891 le 11 passarono anch'esse nel gruppo 23, con numeri 2304 ÷ 2309.
Dopo la prima guerra mondiale erano ancora in servizio 5 macchine: 4 passarono alle BBÖ austriache, senza mutare la classificazione, dove fecero servizio fino al 1930; un'unità pervenne alle FS italiane, con il numero 121.001, e venne radiata nel 1922.